# 2018年冬季残疾人奥林匹克运动会斯洛伐克代表团
2018年冬季残疾人奥林匹克运动会斯洛伐克代表团是斯洛伐克派出的2018年冬季残疾人奥林匹克运动会代表团。获得6枚金牌、4枚银牌和1枚铜牌。